# Bledius osborni
Bledius osborni är en skalbaggsart som beskrevs av Samuel Hubbard Scudder 1900. Bledius osborni ingår i släktet Bledius och familjen kortvingar. Inga underarter finns listade i Catalogue of Life.